# 大嶽青児
大嶽 青児（おおたけ せいじ、1937年1月1日 - ）は、東京出身の俳人。本名・一昭。東京市（現・北区）生。東京都立工芸高校機械科卒。在学中より作句。1965年、「春燈」の木下夕爾追悼号を読んだことで同誌に興味を持ち、1967年入会。安住敦に師事、成瀬櫻桃子に兄事。1975年、春燈賞受賞。1982年、『遠嶺』で第6回俳人協会新人賞受賞。2004年、「春燈」退会し、季刊同人誌「瀝」を創刊、代表同人を務める。2007年、『笙歌』で第47回俳人協会賞受賞。代表句に「笛吹いて了る童話よ遠嶺に雪」などがあり、叙情味のある自然詠が特色。他の句集に『桐の花』がある。